# Jardena
Jardena (hebrejsky יַרְדֵּנָה, anglicky Yardena) je vesnice typu mošav v Izraeli, v Severním distriktu, v Oblastní radě Emek ha-Ma'ajanot.

## Geografie
Leží v oblasti s intenzivním zemědělstvím v nadmořské výšce 235 metrů pod mořskou hladinou, 15 kilometrů jižně od Galilejského jezera, při řece Jordán v Bejtše'anském údolí, které je součástí Jordánského údolí. Západně odtud je údolí ohraničeno prudkými svahy zlomového horského pásu, který sleduje Jordánské údolí. Konkrétně jde o výšinu Ramot Isachar, respektive její součást Ramat Kochav. Na vrcholku Ramat Kochav stojí areál zříceniny křižáckého hradu Belvoir. Vlastní okolí vesnice je převážně rovinaté, s četnými umělými vodními plochami a zemědělskými pozemky. Jižně od obce do Jordánu ústí při pahorku Tel Jišma'el vádí Nachal Jisachar.
Vesnice se nachází cca 9 kilometrů severovýchodně od města Bejt Še'an, cca 90 kilometrů severovýchodně od centra Tel Avivu a cca 60 kilometrů jihovýchodně od centra Haify. Jardenu obývají Židé, přičemž osídlení v tomto regionu je ryze židovské. Stavebně tvoří jeden urbanistický celek se sousední obcí Bejt Josef. Leží jen 1 kilometr od hranic Jordánska.
Jardena je na dopravní síť napojena pomocí dálnice číslo 90. Podél západního okraje údolí do roku 1948 vedla železniční trať v Jizre'elském údolí, jejíž některé prvky jsou v krajině dosud patrné.

## Dějiny
Jardena byla založena v roce 1952. Jejími zakladateli byli židovští přistěhovalci z Kurdistánu. Ti pracovali po příchodu do Izraele na stavbách v Jeruzalémě, ale snili o zřízení vlastní zemědělské osady. Sionistická organizace jim pak poskytla potřebné pozemky v tehdy periferním regionu při hranicích s Jordánskem. Vzhledem k tomu, že mošav byl osídlen homogenní skupinou imigrantů z několika kurdských vesnic, si udržel kulturní specifika, včetně používání aramejštiny. Během opotřebovací války na přelomu 60. a 70. let 20. století byla vesnice opakovaně terčem přeshraničního ostřelování.
Ekonomika obce je zčásti založena na zemědělství (60 zemědělských farem, zbytek obyvatelé bez vazby na agrární sektor). Plánuje se další stavební rozšíření vesnice o 100 bytových jednotek. Vesnice se v posledních letech zaměřuje na skleníkové hospodaření a začíná rozvoj turistického průmyslu.
Většina veřejných služeb a institucí je sdílena se sousedním mošavem Bejt Josef, kde jsou zařízení předškolní péče nebo synagoga. Základní školy jsou v okolních vesnicích. V roce 2012 ve vesnici vzniklo Centrum pro kulturní dědictví Kurdistánu, které má připomínat kořeny zakladatelů mošavu.

## Demografie
Obyvatelstvo mošavu Jardena je smíšené, tedy sekulární i nábožensky orientované. Podle údajů z roku 2014 tvořili naprostou většinu obyvatel v Jardeně Židé (včetně statistické kategorie "ostatní", která zahrnuje nearabské obyvatele židovského původu ale bez formální příslušnosti k židovskému náboženství).
Jde o menší sídlo vesnického typu s dlouhodobě stagnující populací. K 31. prosinci 2014 zde žilo 365 lidí. Během roku 2014 populace stoupla o 4,0 %.
| Rok            | 1961 | 1972 | 1983 | 1995 | 2001 | 2003 | 2004 | 2005 | 2006 | 2007 | 2008 | 2009 | 2010 | 2011 | 2012 | 2013 | 2014 |
| -------------- | ---- | ---- | ---- | ---- | ---- | ---- | ---- | ---- | ---- | ---- | ---- | ---- | ---- | ---- | ---- | ---- | ---- |
| Počet obyvatel | 404  | 399  | 354  | 423  | 429  | 437  | 440  | 442  | 446  | 432  | 422  | 330  | 342  | 339  | 335  | 351  | 365  |